# Universitatea Pontificală Gregoriană

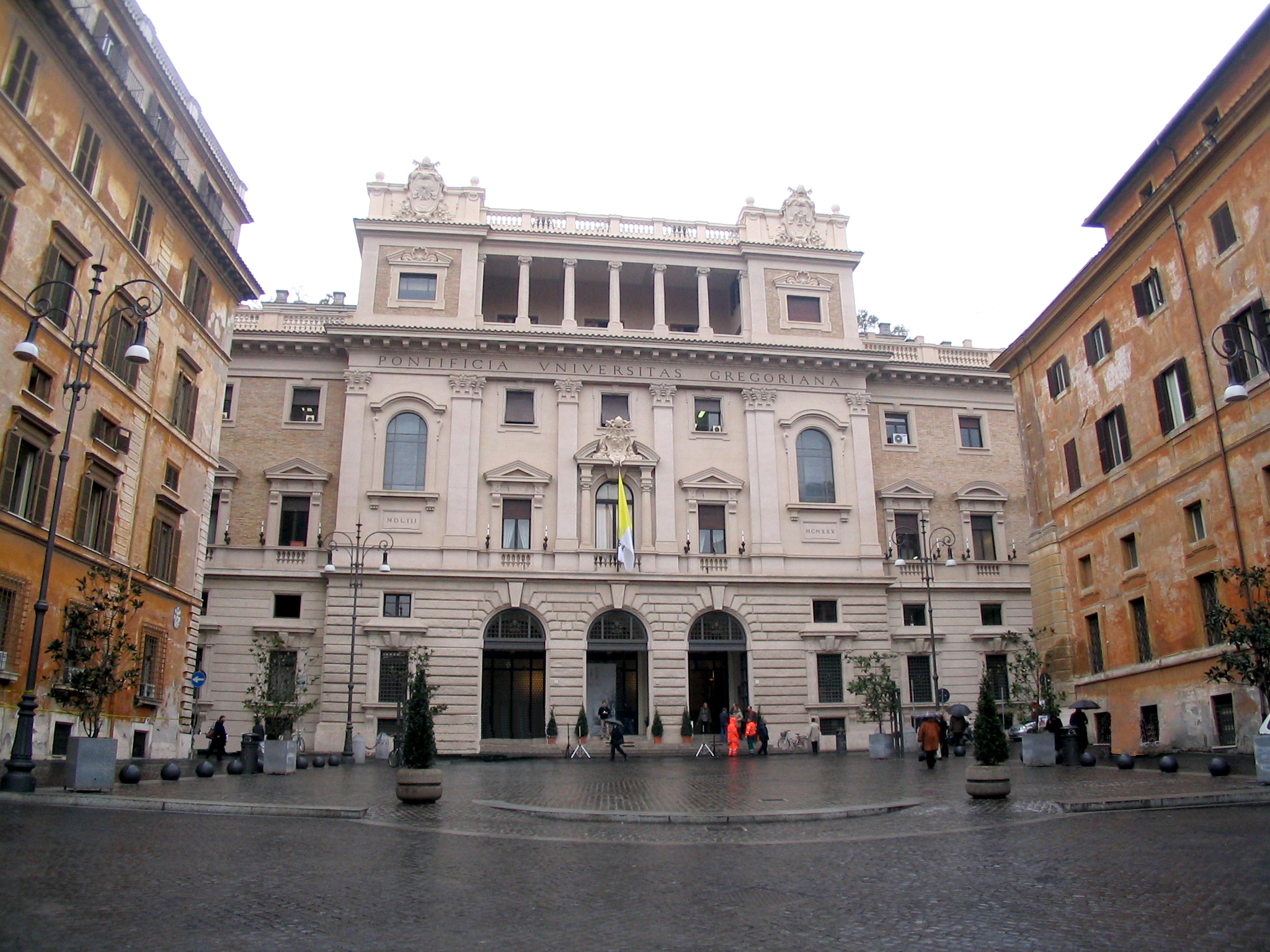
Fațada Pieței Pilotului

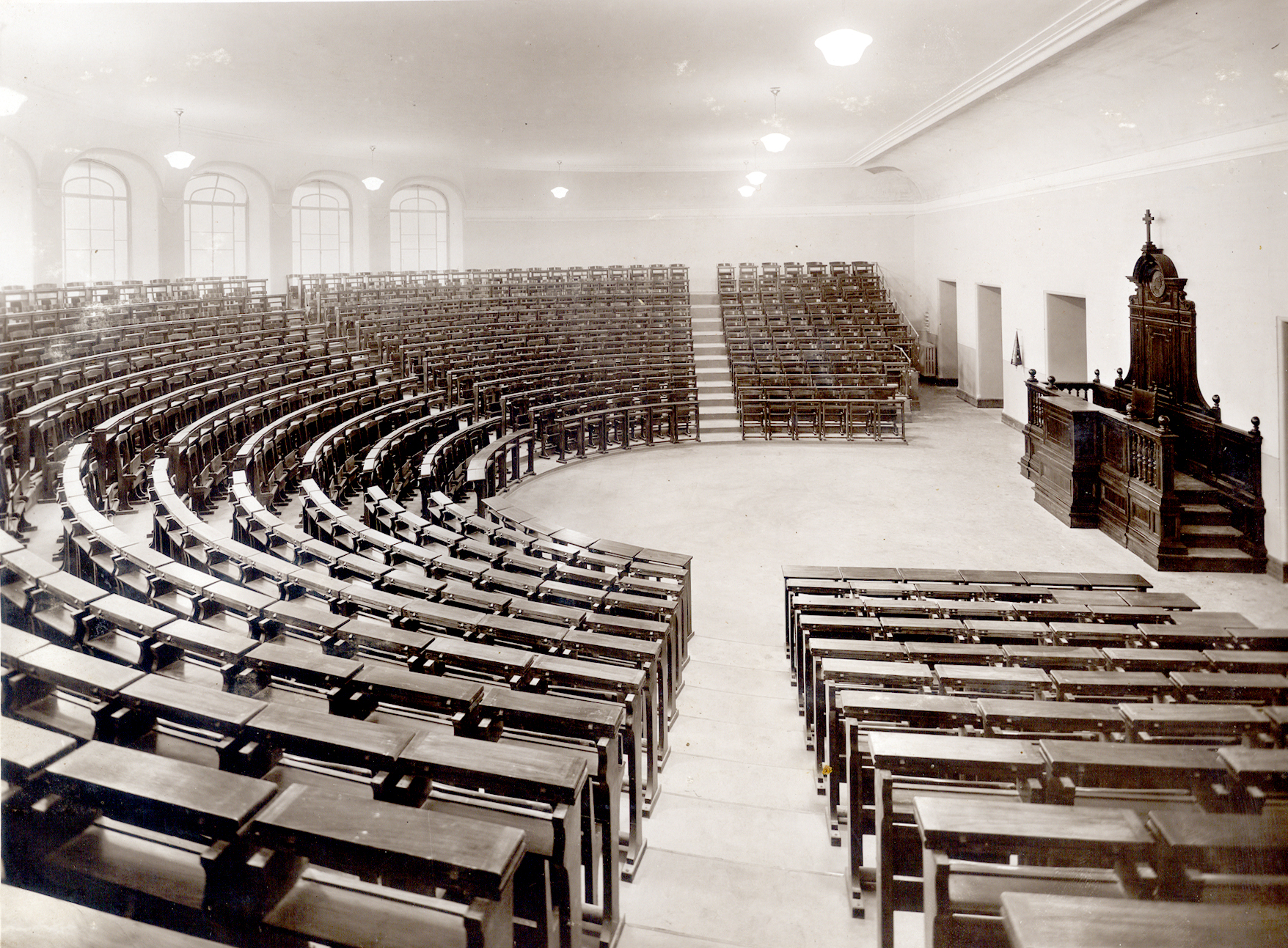
Sala amfiteatrului

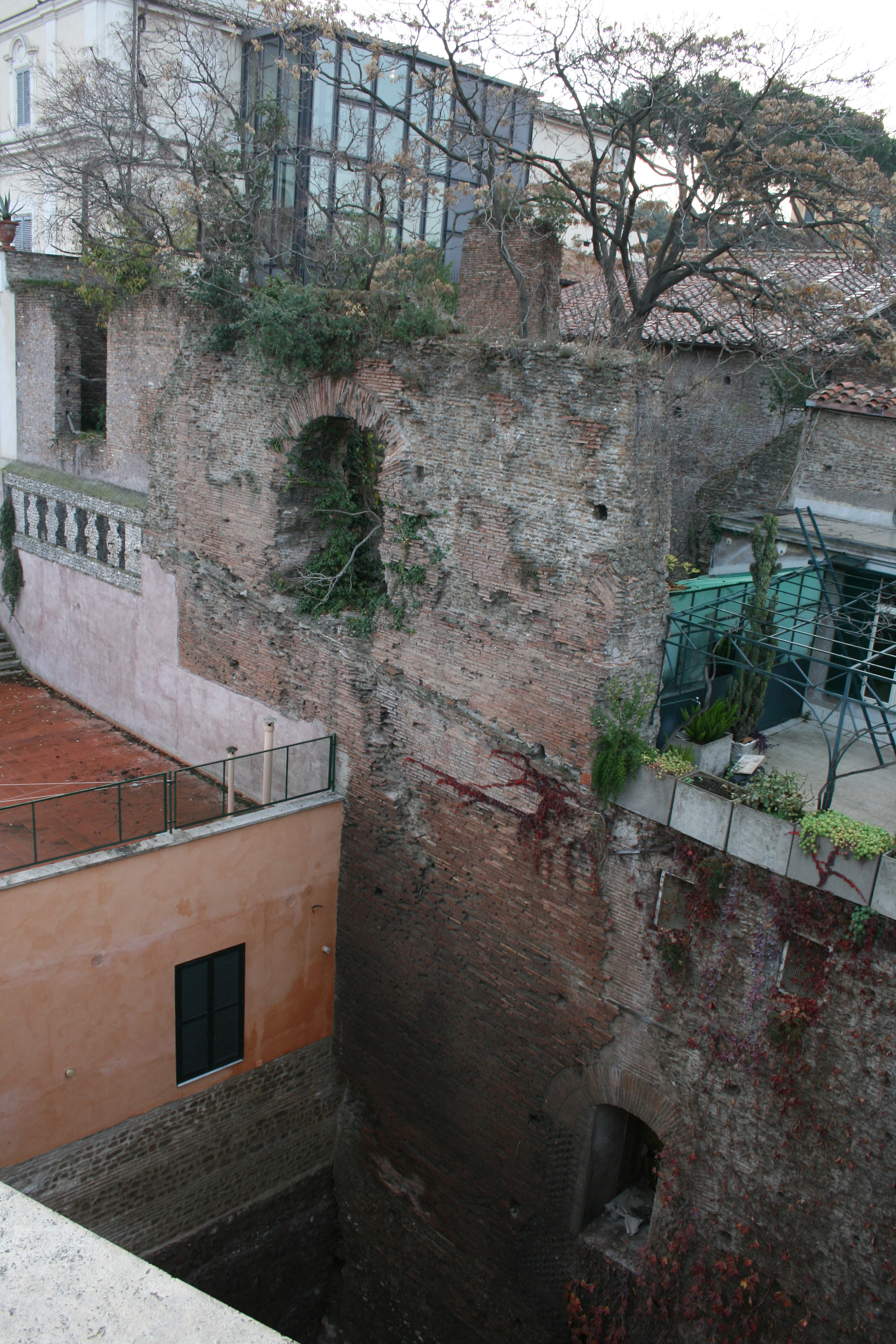
Parte din Templul lui Serapis

Universitatea Pontificală Gregoriană, colocvial Gregoriana, (în latină Pontificia Universitas Gregoriana) este un ateneu cu sediul în Roma. Moștenitoare al Colegiului Roman fondat de Ignațiu de Loyola, cultivă mai multe discipline printre care științele umane, în mod particular, cele teologice și filozofice.

## Istoric
În 18 februarie 1551 Ignațiu de Loyola, întemeietorul ordinului iezuit, a închiriat cu banii primiți de la Francisc Borgia o casă la poalele Capitoliului (Piazza d’Aracoeli), unde a deschis o „Școală de gramatică, de retorică și de învățătură creștină”. Aceasta a fost prima școală a părinților iezuiți, care avea anexată o mică bibliotecă, ce a fost numită „Colegiul Roman”. În luna septembrie a aceluiași an, văzând numărul mare de studenți, Ignațiu a fost nevoit să mute colegiul într-o clădire mai mare, aparținând congregației „Frangipane”, care se găsea în spatele bisericii Santo Stefano del Cacco. Aici, pe lângă catedra de greacă și latină, s-a mai instituit și cea de ebraică. După doi ani de la înființare Colegiul Roman număra deja 250 de elevi. Papa Paul al IV-lea, în 17 ianuarie 1556, a dat dreptul institutului de a acorda grade academice în filozofie și teologie, și să ajungă astfel la rangul de universitate. În 1557, datorită numărului tot mai mare de studenți, colegiul a fost transferat în palatul Salviati, unde a rămas până în 1560, când iezuiții au primit în dar de la Victoria della Tolfa, marchiza della Valle, câteva clădiri învecinate, pe care le-au adaptat activităților didactice. Aici Colegiul Roman a ajuns să numere mai mult de o mie de studenți și astfel a fost înființată catedra de limbă arabă, cea de cazuistică și de filosofie morală.
În 1581 papa Grigore al XIII-lea a vrut să ofere o clădire mai adecvată Colegiului. A expropriat două clădiri apropiate și l-a investit pe arhitectul Bartolomeo Ammannati ca să construiască un edificiu nou și mai mare, pe care l-a inaugurat în 28 octombrie 1584. Pentru aceasta papa Grigore a fost aclamat „întemeietor și părinte” al Colegiului Roman, care imediat și-a luat numele de „Arhigimnaziu Gregorian” și de „Universitatea Gregoriana”. În noul sediu numărul disciplinelor predate putea să fie mai mare: s-au adăugat noi catedre printre care cele de istoria bisericii, liturgică și de retorică. Universitatea a ajuns să fie de prestigiu și în domeniul matematicii, fizicii și astronomiei. Actualul calendar, calendarul gregorian, a fost elaborat de Christophorus Clavius, profesor al Colegiului Roman. În câțiva ani numărul studenților a depășit numărul de două mii: capela universității, dedicată Bunei-Vestiri, nereușind să mai încapă un număr așa mare de studenți, a trebuit să fie demolată și în locul său să fie ridicată actuala biserică „Sf. Ignațiu” (1626-1650), după un proiect al matematicianului Orazio Grassi, profesor și el la colegiu. În 1773, din cauza desființării ordinului iezuit, universitatea a fost încredințată clerului de mir roman. A fost reatribuită ordinului iezuit după reînființarea acestuia, în 17 mai 1824, de către papa Leon al XII-lea.
În 1873 clădirea Colegiului Roman a fost din nou confiscată, dar de către Statul Italian, împreună cu toate dotările sale: biblioteca, muzeul kircherian, cabinetul științific și faimosul observator astronomic. Universitatea, privată fiind de bunuri, a trebuit să se împartă: secțiunea universitară și-a găsit ospitalitatea în apropiatul Palazzo Gabrielli Borromeo, sediul Colegiului Germanicum-Hungaricum, în timp ce gimnaziul și liceul, în 1879, au fost găzduite în Villa Peretti la Termini, dând origine la „Istituto Massimo”. Între timp papa Pius al IX-lea, cu Rescripum din 4 decembrie 1873, a conferit universității iezuite titlul de „Pontificia Università Gregriana del Collegio Romano”. Cu toate acestea, din cauza reducerii disciplinelor predate (au rămas doar filosofia și teologia) și din a puținelor spații disponibile, numărul studenților, în 1875, nu era mi mare de 250. Anul următor, facultatea de Drept Canonic, a fost transferată la „Gregoriană”, din cauza secularizării Universității „La Sapienza”. Doar începând din 1886, când Colegiul Germanicum-Hungaricum a abandonat Palazzo Borromeo, universitatea și-a putut relua treptat fizionomia sa academică, restaurând predarea mai multor discipline.
După Primul Război Mondial Benedict al XV-lea și succesorul său Pius XI s-au angajat pentru dotarea Universității Pontificale Gregoriana cu un sediu mai adecvat necesităților didactice. Noul sediu (cfr. „infra”), care se găsește în Piața Pilotului, a fost inaugurat în mod solemn la 6 noiembrie 1930. În 1932 au fost instituite facultățile de Misiologie și de Istorie a Bisericii căreia i-a urmat, în 1951, cea de Științe Sociale. Astăzi  Universitatea Pontificală Gregoriana numără circa 3000 de studenți, proveniți din peste 130 de țări, din 821 dioceze și din 84 congregații religioase. Această „universalitate” este caracteristică și corpului profesoral, provenit din circa 40 de țări.

## Sediul
În 1919 papa Benedict al XV-lea a decis cumpărarea a câtorva clădiri și terenuri în piazza della Pilotta, la poalele colinei Quirinal, pentru a pune acolo noul sediu al universității, în apropierea altei instituții de învățământ religios roman încredințat tot iezuiților, Pontificio Istituto Biblico. Papa Pius al XI-lea a dat un impuls puternic inițiativei predecesorului său și în 27 decembrie 1924, la centenarul reconstituirii „Companiei lui Isus”, a fost pusă piatra de temelie a noului complex. Lucrările de demolare a vechilor clădiri care ocupau aria de construcție au scos la lumină câteva resturi dintr-un vechi templu a lui Serapis. Proiectul a fost încredințat arhitectului Giulio Barluzzi (1878-1953). Inițial acesta a avut în vedere realizarea unui mare edificiu care să domine piața, cu o curte interioară amplă acoperită, cu aule, birouri și toalete, cu camere pentru profesori, două capele și o bibliotecă mare. În prima versiune a proiectului (1925) a putut fi observată prezența marcantă a elementelor decorative de tip manierist, care au fost atenuate ulterior. Proiectul final, realizat tot de Barluzzi în anul 1927, a ținut cont de principiul „sobrietății”, tipic arhitecturii iezuiților.
În august 1927 s-a început ridicarea zidăriei, care s-a încheiat după trei ani. Edificiul se prezintă într-un stil neoclasic sobru, inspirându-se din caracteristicile arhitectonice și decorative tipice Renașterii romane. Fațada amintește, în articularea volumelor, de cea a Colegiului Roman.

## Obiective și caracteristici
Universitatea Pontificală Gregoriană are ca prioritate formarea culturală și umană a studenților proveniți din toate colțurile lumii în vederea aprofundării și a răspândirii tot mai mult, prin învățământ, reflecție și cercetare, înțelesul și sensul credinței creștine. Ca universitate ecleziastică încredințată „Companiei lui Isus” este caracterizată de o totală disponibilitate în serviciul Sfântului Scaun, promovând dialogul cu lumea culturii și a științei, întâlnirea cu alte confesiuni și religii, cunoașterea valorii și demnității persoanei umane.

## Studenți celebri
Mai mulți studenți ai universității au devenit ulterior papi:
- Alessandro Ludovisi → Grigore al XV-lea
- Maffeo Barberini → Urban al VIII-lea
- Giovan Battista Pamphili → Inocențiu al X-lea
- Emilio Altieri → Clement al X-lea
- Antonio Pignatelli → Inocențiu al XII-lea
- Gian Francesco Albani → Clement al XI-lea
- Michelangelo Conti → Inocențiu al XIII-lea
- Lorenzo Corsini → Clement al XII-lea
- Gioacchino Pecci → Leon al XIII-lea
- Giacomo della Chiesa → Benedict al XV-lea
- Achille Ratti → Pius al XI-lea
- Eugenio Pacelli → Pius al XII-lea
- Giovanni Battista Montini → Paul al VI-lea
- Albino Luciani → Ioan Paul I

Printre studenții săi universitatea enumeră peste douăzeci de sfinți, între care:
- Robert Bellarmin, profesor și rector
- Luigi Gonzaga
- Maximilian Kolbe
- Óscar Romero